# Metaparoncholaimus campylocercus
Metaparoncholaimus campylocercus är en rundmaskart som först beskrevs av De Man 1876.  Metaparoncholaimus campylocercus ingår i släktet Metaparoncholaimus och familjen Oncholaimidae. Inga underarter finns listade i Catalogue of Life.